# NGC 5040
NGC 5040 este o galaxie situată în constelația Câinii de Vânătoare. A fost descoperită în 26 aprilie 1789 de către William Herschel.